# Albin Belar

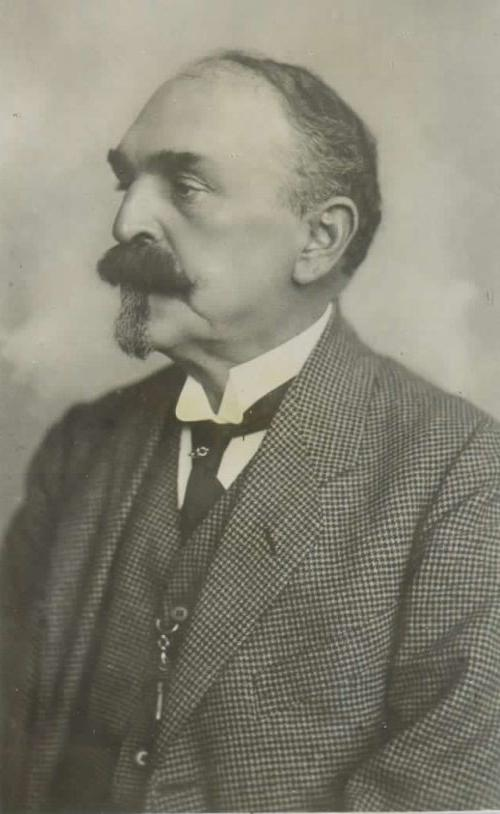
Albin Belar

Albin Belar, född den 21 februari 1864 i Ljubljana (Slovenien), död den 1 januari 1939 i Polom, var en slovensk seismolog, naturforskare, miljökämpe och uppfinnare. Han uppfann den trådlösa fickradiomottagaren. Han lyckades även upprätta trådlösa radiosändningar i Slovenien. Belar föredrog troligen den seismologiska läran över alla andra, läran om jordbävningar.

## Biografi
Albin Belar var son till den slovenska kompositören Leopold Belar (1828-1899). 1897 etablerade han den första jordbävningsobservatoriestationen i Slovenien, som också var den första i dåvarande Habsburgmonarkin. Ljubljana blev ett viktigt centrum för seismologivetenskap. Under de följande åren inredde han sin seismologiobservatoriestation med hemgjorda apparater. Hans apparater var de bästa i världen i början av 1900-talet.
Han gick i grundskolan i Slovenien och var redan då framgångsrik med sina studier. 1883 började Belar studera i Wien och sedan även i Graz vid tekniska högskolan. Han tog examen vid universitetet i Wien och blev lärare i naturvetenskap och kemi. Belar åkte på en studieresa till Italien, Frankrike och Tyskland där han träffade några av den tidens viktigaste naturvetare. Efter att han doktorerat 1890 arbetade han som assistent på Marinakademin i Reka. På så sätt fick han praktisk erfarenhet inom viktiga vetenskapliga områden, såsom kemisk teknologi. Belar återvände till Ljubljana 1896 för att arbeta som professor vid Ljubljanas högskola inom modern vetenskap. Inte lång tid innan Belar återvände till Ljubljana hade staden drabbats av en ganska stark jordbävning och Belar publicerade diskussioner inom bland annat seismologi, som verkade vara hans största passion. Han publicerade även diskussioner inom andra naturvetenskapliga ämnen som kemi, mineralogi och geomorfologi. Belar grundade 1897 den första jordbävningsobservatoriestationen i dåvarande Habsburgsmonarkin, som Slovenien var en del av. Han använde sig av apparater som han byggt själv och apparaterna var de bästa i världen i början av 1900-talet. Därför blev Ljubljana ett viktigt centrum för studier om jordbävningar. Han publicerade även sina seismologiska observationer i en rad tidningar, som var några av de första i sin sort förutom några japanska tidningar inom ämnet. 
Albin Belars mätningar av jordbävningar publicerades först i internationella tekniktidningar, men mellan 1901 och 1910 gav han ut sin egen månadstidning, den så kallade Erdbebenwarte med bilagan Neueste Erdbebennachrichten. Den följdes av en särskild tidning som kallades Monatsmitteilungen, i vilken han kronologiskt analyserade alla observationer gjorda i hans seimologiska observatorium. Hans tidningar var de första periodiska professionella seismologiska tidningarna i världen förutom några japanska publikationer av den sorten. Belar arbetade också inom andra områden som kemi, mineralogi och geologi. Han ägnade sig också åt teknikvetenskap och uppfann den trådlösa fickradiomottagaren samt upprättade trådlösa radiosändningar i Slovenien. Dessutom var han en miljökämpe, som var hängiven bergen och var den som kom med förslaget att skydda dalen med Triglavs sjöar och ses som Triglavs nationalparks idéfader. Förutom i Ljubljana installerade Belar seismografiska apparaturer på tjeckisk mark och i Belgrad (Serbien). Hans seismografer var förutom för jordbävningsfenomenet även kortperiodiska pendlande apparaturer som avläste mikroseismiska vibrationer. Under första världskriget vid Isonzofronten kunde den österrikiska armén med hjälp av Belars apparaturer upptäcka fiendens underjordiska positioner.
Han gjorde också viktiga uppfinningar inom teknikvetenskapen, då han uppfann den trådlösa fickradiomottagaren och lyckades upprättade trådlösa radiosändningar i Slovenien. Belar var intresserad av att skydda miljön och han var en miljökämpe som föreslog att skydda dalen med Triglavs sjöar. Därför kallas han idag nationalparken Triglavs fader. I första världskrigen användes Belars jordbävningsmätande apparater av de österrikiska armén för att hitta fiendernas underjordiska positioner. Därför blev också Belar, som många andra slovenska vetenskapsmän 1919 ruinerade när det Jugoslaviska riket höll på att bildas. Han, liksom de andra, anklagades för att vara tyskvänliga och för att vara slovenska nationalister och patrioter. Soldaterna förstörde hans personliga tillhörigheter och körde ut honom ur hans lägenhet med våld. Belar blev tvungen att gömma sig och hålla sin existens hemlig under jugoslavisk tid. 
Den storserbiskt inriktade Belgradregimen tvingade ut honom från hans lägenhet i Ljubljana med våld. De beslagtog hans personliga bibliotek, arkiv, seismologiska apparater och instrument, som var oumbärliga i hans arbete, och flyttade alla hans saker till Belgrad, där de förstördes. Under Jugoslaviens tid, som senare uppstod efter andra världskriget, hemlighölls och förtegs hans existens liksom många andras.[källa behövs] Han fortsatte med sitt arbete fram till 1930 då han blev svårt sjuk. Belar dog den 1 januari 1939 i Polom.